# Шинка Куцинова
Шинка Куцинова (7 юни 1935, Проглед – 9 януари 2025, Гренобъл) е българска скиорка. Рекордьорка по Републикански титли (22) по слалом, гигантски слалом, спускане и комбинация.

## Биография
Шинка Куцинова е родена на 7 юни 1935 в село Проглед, на 5 км от Чепеларе и 4 км под Пампорово. Сестра ѝ Величка е била състезателка по ски бягане и това оказва влияние върху Шинка. Състезава се в периода 1958 – 1968 година.
Една от основателките на ски училищата в България (1968 – 1969). От 1990 година живее в Гренобъл, Франция. От 1990 г. е член на съюза на френските учители. Преподавател в ски училището в Куршевел.
Умира на 89 години, на 9 януари 2025 година в Гренобъл.

## Успехи
- Републиканска шампионка (22): слалом, гигантски слалом, спускане, комбинация

 Зимна универсиада – Мелбърн
- 15-о място в гигантски слалом: 1956

 Международни студентски състезания
- 3-то място в слалома